# Tolú
Tolú – miasto w Kolumbii, w departamencie Sucre, nad Morzem Karaibskiem.